# Saintignon

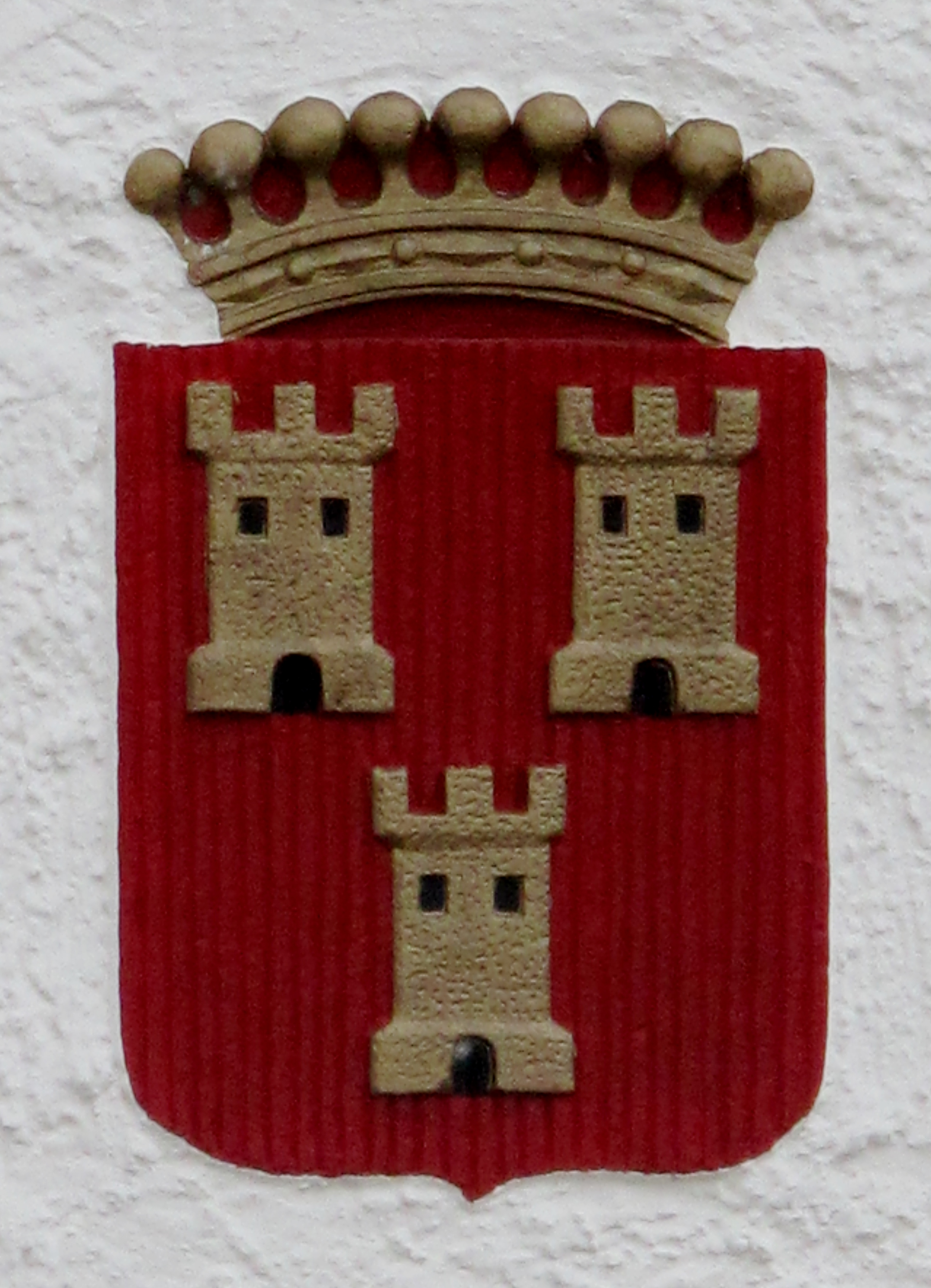
Wappen der Grafen von Saintignon (ca. 1950)

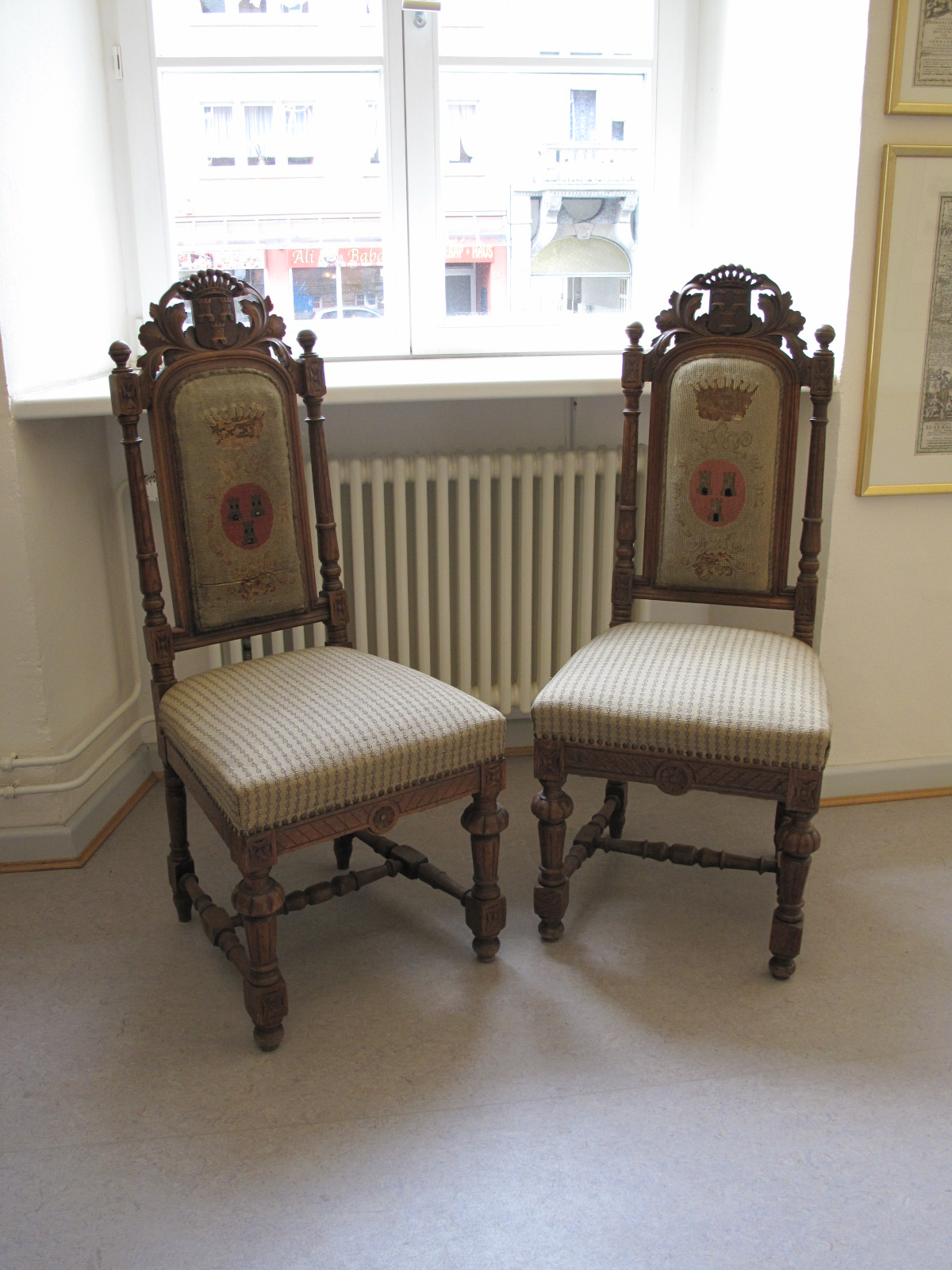
Saintignon-Stühle im Kreismuseum Bitburg-Prüm

Die Grafen von Saintignon sind ein lothringisches Adelsgeschlecht aus Verdun.

## Geschichte
Der Tradition nach stammte Jehan Saincte aus dem aus Verdun stammenden Geschlecht de la Porte und soll 1293 Schloss Viumbay erfolgreich gegen Jacques de Revigny verteidigt haben. Schwer verletzt habe er etwas Ähnliches wie «d’Ugnon, d’Ugnon» gerufen und dieser Ausruf sei sein Beiname geworden. Claude-Martin Saugrain schrieb 1726, die Saintignon seien aufgrund ihres Alters und ihrer zahlreichen Stiftungen die angesehenste Familie Verduns. Die Familie de Saintignon hat bis im 19. Jahrhundert zahlreiche Geistliche und Offiziere hervorgebracht.

## Personen
- Antonia Luzia von Saintignon, Äbtissin von Differdange
- Claude-Christophe de Saintignon, Mitherr zu Réding und Eich.
- Marie-Joseph de Saintignon (1727–1806), Herr zu Réding und Eich, Erbauer des Hôtel de Saintignon in Sarrebourg
- Eric de Saintignon, Herr zu Villers-le-Preudhomme
- Joseph Graf von Saintignon (1716–1779), Feldmarschall-Lieutenant, Inhaber eines Dragonerregiments
- Johann Baptist Graf von Saintignon (1721–1763), Generalfeldwachtmeister
- Karl Graf von Saintignon († 1750), General der Kavallerie
- Johann Franz Graf von Saintignon († 1745 bei Hohenfriedberg), kaiserl. Generalfeldmarschallleutnant, Inhaber eines Kürassierregiments
- Joseph de Saintignon († 1795), Abt zu Notre-Saveur[3]
- Fernand de Saintignon (1846–1921), Eisenhüttenbesitzer und Offizier der Ehrenlegion
- Pierre de Saintignon (* 1948), französischer Politiker
- Philippe Le Jolis de Villiers de Saintignon (* 1949), französischer Politiker

## Wappen
Auf rotem Grund drei goldene Türme (2/1).
Die lothringischen Gemeinden Hartzviller, Puxe, Vandelainville und die rheinland-pfälzische Gemeinde Wolsfeld tragen heute alle als Bestandteil des Gemeindewappens das Wappen ihrer ehemaligen Herrschaftsfamilie de Saintignon.

## Besitzungen
- Schloss Wolsfeld
- Boinville-en-Woëvre
- Jeandelize